# آن ناگل
آن ناگل (۲۹ سپتامبر ۱۹۱۵–۶ ژوئیه ۱۹۶۶) یک هنرپیشه آمریکایی بود. او ۲۵ سال در فیلم‌های ماجراجویی، معمایی و کمدی بازی کرد. او همچنین در دهه ۱۹۵۰ در سریال‌های تلویزیونی ظاهر شد. در ۱۷ سپتامبر ۱۹۳۶، ناگل با بازیگر راس الکساندر ازدواج کرد. که در سال ۱۹۳۷ خودکشی کرد. ناگل سپس با سرهنگ دوم نیروی هوایی جیمز اچ کینان در ۴ دسامبر ۱۹۴۱ ازدواج کرد. این ازدواج در ۲۲ مه ۱۹۵۱ به طلاق انجامید.